# 965 Angelica
965 Angelica eller 1921 KT är en asteroid i huvudbältet, som upptäcktes 4 november 1921 av den tyske astronomen Johannes F. Hartmann vid La Plata-observatoriet. Den har fått sitt namn efter upptäckarens fru Angelica Hartmann.
Asteroiden har en diameter på ungefär 60 kilometer.